# Ревельский драгунский полк
Ревельский драгунский полк — кавалерийская воинская часть Русской императорской армии, сформированная в 1709 году и упразднённая в 1771 году.

## История
23 января 1709 года в лагере под Полтавой сформирован Драгунский-гренадерский полковника Андрея Семёновича Кропотова полк, составленный из гренадерских рот, выделенных по одной из Московского, Владимирского, Сибирского, Невского, Архангелогородского, Ростовского, Вятского, Смоленского, Новотроицкого и Ярославского драгунских полков.
В 1711 году полк наименован Драгунским-гренадерским полковника Рожнова.
В 1713 году полк наименован Драгунским-гренадерским полковника Хлопова.
10 мая 1725 года гренадерские роты возвращены в полки, из которых поступили в 1709 году (кроме роты Смоленского полка). Взамен сформированы драгунские (фузилерные) роты и полк назван Драгунским полковника Хлопова полком.
16 февраля 1727 года полк назван 1-м Арзамасским драгунским полком, но уже 13 ноября того же года переименован в Ревельский драгунский полк.
28 октября 1731 года гренадерская рота расформирована, с распределением чинов по драгунским ротам.
30 марта 1756 года приказано полк привести в состав 2 гренадерских и 10 драгунских рот, соединённых в 6 эскадронов, с артиллерийской командой.
8 января 1765 года полк приказано привести в состав 5 эскадронов.
К 1766 году полк направлен в состав Сибирского корпуса с расквартированием в Омске.
31 августа 1771 года повелено полк расформировать, а личный состав направить на составление лёгких полевых команд на Сибирской и Оренбургской линиях.

## Боевые действия
Полк боевое крещение получил в Северной войне: в 1709 году участвовал в боях «против изменников запорожских казаков» под Гадячем, Сорчинцами, Соколками, против шведов под Опошней и 27 июня 1709 года — в Полтавской битве. В июле того же года в составе конного отряда А. Д. Меншикова полк выступил в Польшу, 3 ноября участвовал в сражении при Одолянах.
В 1711 году участвовал в Прутском походе, в сражении под Браиловым.
В ходе войны с Турцией в мае 1736 года участвовал в штурме Перекопской крепости, 2 июля 1737 года — в штурме Очакова. Зиму 1738 года полк провёл на охране границы. 22 июля 1739 года участвовал в деле у Синковиц, в августе — в наступлении к Хотину.

## Командиры
- 1709 — подполковник Тимофей Иванович Чириков
- 1710 — полковник Семён Хлопов
- 1711 — полковник Григорий Рожнов
- 171х — полковник Полонский
- 176х — полковник И. Нагаткин